# Liste der Naturdenkmäler im Bezirk Graz-Umgebung
Diese Liste der Naturdenkmäler im Bezirk Graz-Umgebung listet die als Naturdenkmal ausgewiesenen Objekte im Bezirk Graz-Umgebung im Bundesland Steiermark auf. Bei den Naturdenkmälern handelt es sich um eine Quelle, einen Wasserfall, zwei Efeustöcke und verschiedene Arten von Bäumen.

## Naturdenkmäler
Die Vorsortierung der Tabelle ist alphabetisch nach Gemeindenamen und KG.
| Foto |                 | Name                                            | ID     | Standort                                                                                       | Beschreibung | Fläche  | Datum      |
| ---- | --------------- | ----------------------------------------------- | ------ | ---------------------------------------------------------------------------------------------- | --- | ------- | ---------- |
| 1    | Datei hochladen | Buche                                           | 1570   | Deutschfeistritz KG: Deutschfeistritz GrStNr: 616/25 Standort                                  | | 169 m²  | 26.03.2013 |
| 1    | Datei hochladen | Winterlinde (Tilia cordata)                     | 661    | Deutschfeistritz KG: Deutschfeistritz GrStNr: 545 Standort                                     | | 202 m²  | 28.09.1987 |
| 1    | Datei hochladen | Blutbuche (Fagus sylvatica atropurpurea)        | 663    | Deutschfeistritz KG: Deutschfeistritz GrStNr: 545 Standort                                     | | 260 m²  | 28.09.1987 |
| 1    | Datei hochladen | Blutbuche (Fagus sylvatica atropurpurea)        | 664    | Deutschfeistritz KG: Deutschfeistritz GrStNr: 545 Standort                                     | | 209 m²  | 28.09.1987 |
| 0 BW | Datei hochladen | Winterlinde (Tilia cordata)                     | 692    | Deutschfeistritz KG: Deutschfeistritz GrStNr: 616/25 Standort                                  | | 260 m²  | 18.02.1991 |
| 1    | Datei hochladen | Winterlinde (Tilia cordata)                     | 693    | Deutschfeistritz KG: Deutschfeistritz GrStNr: 545 Standort                                     | | 229 m²  | 18.02.1991 |
| 1    | Datei hochladen | Traubeneiche (Quercus petraea)                  | 600    | Deutschfeistritz KG: Königgraben GrStNr: 303/3; 304/2 Standort                                 | | 246 m²  | 24.08.1978 |
| 1    | Datei hochladen | Sommerlinden (Tilia platyphyllos)               | 599    | Deutschfeistritz KG: Königgraben GrStNr: 304/2 Standort                                        | | 167 m²  | 24.08.1978 |
| 1    | Datei hochladen | Winterlinde (Tilia cordata)                     | 605    | Deutschfeistritz KG: Königgraben GrStNr: 187/1 Standort                                        | | 98 m²   | 13.03.1978 |
| 1    | Datei hochladen | Ginkgo (Ginkgo biloba)                          | 620    | Deutschfeistritz KG: Königgraben GrStNr: .37 Standort                                          | | 64 m²   | 24.08.1978 |
| 1    | Datei hochladen | Amerikanische Roteiche (Quercus rubra)          | 621    | Deutschfeistritz KG: Königgraben GrStNr: 21 Standort                                           | | 127 m²  | 24.08.1978 |
| 1    | Datei hochladen | Winterlinde (Tilia cordata)                     | 731    | Deutschfeistritz KG: Prenning GrStNr: 646/1 Standort                                           | | 282 m²  | 27.10.1995 |
| 1    | Datei hochladen | Sommerlinde (Tilia platyphyllos)                | 601    | Deutschfeistritz KG: Stübinggraben GrStNr: 65 Standort                                         | | 179 m²  | 13.03.1979 |
| 1    | Datei hochladen | 4 Tamarisken (Tamarix sp.)                      | 581    | Deutschfeistritz KG: Waldstein GrStNr: .1 Standort                                             | | 37 m²   | 04.03.1978 |
| 1    | Datei hochladen | Stieleiche (Quercus robur)                      | 1480   | Dobl-Zwaring KG: Dietersdorf GrStNr: 1037 Standort                                             | | 72 m²   | 01.07.2005 |
| 1    | Datei hochladen | Stieleiche (Quercus robur)                      | 673    | Dobl-Zwaring KG: Dietersdorf GrStNr: 860 Standort                                              | | 176 m²  | 16.03.1992 |
| 1    | Datei hochladen | Sommerlinde (Tilia platyphyllos)                | 630    | Dobl-Zwaring KG: Dobl GrStNr: 1051/5 Standort                                                  | | 156 m²  | 31.01.1979 |
| 1    | Datei hochladen | Stieleiche (Quercus robur)                      | 631    | Dobl-Zwaring KG: Dobl GrStNr: 1420 Standort                                                    | | 215 m²  | 31.01.1979 |
| 1    | Datei hochladen | Stieleiche (Quercus robur)                      | 642    | Dobl-Zwaring KG: Dobl GrStNr: 1232 Standort                                                    | | 215 m²  | 31.12.1985 |
| 1    | Datei hochladen | Winterlinde (Tilia cordata)                     | 587    | Eggersdorf bei Graz KG: Hart bei Eggersdorf GrStNr: 1200 Standort                              | | 135 m²  | 19.04.1978 |
| 1    | Datei hochladen | Stieleiche                                      | 1353   | Feldkirchen bei Graz KG: Lebern GrStNr: 108 Standort                                           | | 85 m²   | 31.10.2001 |
| 1    | Datei hochladen | Bergulme (Ulmus glabra)                         | 726    | Frohnleiten KG: Adriach GrStNr: 706 Standort                                                   | | 406 m²  | 21.11.1994 |
| 1    | Datei hochladen | Stieleiche (Quercus robur)                      | 624    | Frohnleiten KG: Frohnleiten GrStNr: 295/9 Standort                                             | | 280 m²  | 27.09.1978 |
| 1    | Datei hochladen | 2 Rosskastanien (Aesculus hippocastanum)        | 650    | Frohnleiten KG: Gamsgraben GrStNr: .15; 89 Standort                                            | Anmerkung: Angegebene Position zwischen beiden Bäumen | 207 m²  | 24.11.1986 |
| 1    | Datei hochladen | Sommerlinde (Tilia platyphyllos)                | 619    | Frohnleiten KG: Hofamt GrStNr: 356/1 Standort                                                  | | 165 m²  | 12.03.1979 |
| 1    | Datei hochladen | Stieleiche (Quercus robur)                      | 567    | Frohnleiten KG: Mauritzen GrStNr: 85/2 Standort                                                | | 307 m²  | 14.08.1978 |
| 1    | Datei hochladen | Stieleiche (Quercus robur)                      | 568    | Frohnleiten KG: Mauritzen GrStNr: 80/2 Standort                                                | | 210 m²  | 27.09.1978 |
| 1    | Datei hochladen | Stieleiche (Quercus robur)                      | 564    | Frohnleiten KG: Pfannberg GrStNr: 190/1 Standort                                               | | 128 m²  | 23.06.1978 |
| 1    | Datei hochladen | Stieleiche (Quercus robur)                      | 565    | Frohnleiten KG: Pfannberg GrStNr: 191 Standort                                                 | | 211 m²  | 23.06.1978 |
| 1    | Datei hochladen | Stieleiche (Quercus robur)                      | 566    | Frohnleiten KG: Pfannberg GrStNr: 191 Standort                                                 | | 236 m²  | 14.08.1978 |
| 1    | Datei hochladen | Stieleiche (Quercus robur)                      | 671    | Gratkorn KG: Freßnitz GrStNr: 321/10 Standort                                                  | | 215 m²  | 22.06.1988 |
| 1    | Datei hochladen | Mostbirnbaum (Pyrus sp.)                        | 745    | Gratwein-Straßengel KG: Eisbach GrStNr: 163 Standort                                           | | 109 m²  | 27.11.1995 |
| 1    | Datei hochladen | Eibe (Taxus baccata)                            | 711    | Gratwein-Straßengel KG: Gratwein GrStNr: 291/18 Standort                                       | | 54 m²   | 29.12.1993 |
| 1    | Datei hochladen | Edelkastanie                                    | 1488   | Gratwein-Straßengel KG: Hörgas GrStNr: 780/1 Standort                                          | | 430 m²  | 15.01.2002 |
| 1    | Datei hochladen | Winterlinde (Tilia cordata)                     | 1346   | Gratwein-Straßengel KG: Hörgas GrStNr: 236 Standort                                            | | 268 m²  | 18.04.2001 |
| 1    | Datei hochladen | Stieleiche (Quercus robur)                      | 736    | Gratwein-Straßengel KG: Hörgas GrStNr: 368/3 Standort                                          | | 142 m²  | 21.11.1995 |
| 1    | Datei hochladen | Sommerlinde (Tilia platyphyllos)                | 637    | Gratwein-Straßengel, Pleschwirt Gschnaidt 102, 8103 Rein KG: Gschnaidt GrStNr: 1212/1 Standort | Die Linde hatte 2017 einen Umfang von 6 m (in 150 cm Höhe gemessen) | 310 m²  | 27.10.1981 |
| 1    | Datei hochladen | Sommerlinde (Tilia platyphyllos)                | 636    | Gratwein-Straßengel KG: Judendorf-Straßengel GrStNr: .122/1 Standort                           | | 106 m²  | 13.03.1980 |
| 1    | Datei hochladen | Winterlinde (Tilia cordata)                     | 669    | Gratwein-Straßengel KG: Kehr und Plesch GrStNr: 349 Standort                                   | Die Linde hatte 2017 einen Umfang von mehr als 7 m (in 150 cm Höhe gemessen). Die angrenzende Keuschen wurde im 14. Jh. erstmals erwähnt. | 263 m²  | 29.12.1987 |
| 1    | Datei hochladen | Stieleiche (Quercus robur)                      | 720    | Hart bei Graz KG: Hart bei St. Peter GrStNr: 859/5; 859/6 Standort                             | | 229 m²  | 16.02.1994 |
| 1    | Datei hochladen | Stieleiche (Quercus robur)                      | 684    | Hart bei Graz KG: Messendorf GrStNr: 196/4 Standort                                            | | 407 m²  | 16.02.1990 |
| 1    | Datei hochladen | Mammutbaum (Sequoiadendron giganteum)           | 576    | Hart bei Graz KG: Messendorf GrStNr: 141/24 Standort                                           | Wie auch ID 609 wurde dieser Mammutbaum vom Blitz getroffen und verlor dadurch fast ein Viertel seiner ursprünglichen Höhe. Bei so alten und hohen Mammutbäumen sind Blitzschutzanlagen angeraten. | 309 m²  | 28.09.1978 |
| 1    | Datei hochladen | 2 Traubeneichen (Quercus petraea)               | 697    | Haselsdorf-Tobelbad KG: Haselsdorf GrStNr: 916/5 Standort                                      | | 271 m²  | 18.05.1994 |
| 1    | Datei hochladen | Mammutbaum (Sequoiadendron giganteum)           | 609    | Hitzendorf KG: Berndorf GrStNr: 842/2 Standort                                                 | Dieser Baum steht im sehenswerten Schlosspark von Schloss Altenberg (Privatbesitz). Der Sequoiadendron wurde bereits zweimal vom Blitz getroffen, bleibt aber ein stattliches Exemplar. | 113 m²  | 24.08.1978 |
| 1    | Datei hochladen | Sommerlinde (Tilia platyphyllos)                | 634    | Hitzendorf KG: Mayersdorf GrStNr: 616/1 Standort                                               | | 122 m²  | 07.06.1979 |
| 1    | Datei hochladen | Edelkastanie (Castanea sativa)                  | 674    | Hitzendorf KG: Schadendorfberg GrStNr: 573/2 Standort                                          | | 175 m²  | 10.08.1989 |
| 1    | Datei hochladen | Winterlinde (Tilia cordata)                     | 723    | Kumberg KG: Hofstätten GrStNr: 544; 856/3; 856/4 Standort                                      | | 254 m²  | 14.10.1994 |
| 1    | Datei hochladen | Sommerlinde (Tilia platyphyllos)                | 580    | Kumberg KG: Kumberg GrStNr: 236/6 Standort                                                     | | 176 m²  | 30.04.1979 |
| 1    | Datei hochladen | Stieleiche (Quercus robur)                      | 602    | Kumberg KG: Kumberg GrStNr: 751/1 Standort                                                     | | 325 m²  | 12.03.1978 |
| 1    | Datei hochladen | 2 Winterlinden (Tilia cordata)                  | 734    | Kumberg KG: Kumberg GrStNr: 874/1 Standort                                                     | | 173 m²  | 21.11.1995 |
| 1    | Datei hochladen | Sommerlinde (Tilia platyphyllos)                | 1538   | Lieboch KG: Lieboch GrStNr: 1116; 1885 Standort                                                | | 101 m²  | 25.08.2009 |
| 1    | Datei hochladen | Efeu (Hedera helix)                             | 635    | Peggau KG: Peggau GrStNr: 551/2 Standort                                                       | | 140 m²  | 20.02.1980 |
| 1    | Datei hochladen | Mammutbaum (Sequoiadendron giganteum)           | 598    | Peggau KG: Peggau GrStNr: 92/1 Standort                                                        | | 134 m²  | 24.08.1978 |
| 1    | Datei hochladen | Wasserfall in Peggau-Hinterberg                 | 1497   | Peggau KG: Peggau GrStNr: 501/1 Standort                                                       | | 0,41 ha | 17.07.2006 |
| 1    | Datei hochladen | 2 Platanen (Platanus x acerifolia)              | 1319   | Premstätten KG: Unterpremstätten GrStNr: 382 Standort                                          | | 242 m²  | 24.11.1999 |
| 1    | Datei hochladen | Stieleiche (Quercus robur)                      | 640    | Raaba-Grambach KG: Grambach GrStNr: 175/1 Standort                                             | | 133 m²  | 27.02.1982 |
| 1    | Datei hochladen | Birnbaum (Pyrus sylvestris)                     | 1524   | Raaba-Grambach KG: Grambach GrStNr: 228/16 Standort                                            | | 43 m²   | 11.12.2007 |
| 1    | Datei hochladen | Robinie                                         | 1388   | Sankt Marein bei Graz KG: Krumegg GrStNr: 605 Standort                                         | | 118 m²  | 15.01.2002 |
| 1    | Datei hochladen | Bildstock mit Efeu (Hedera helix)               | 670    | Sankt Oswald bei Plankenwarth KG: Plankenwarth GrStNr: 724 Standort                            | | 14 m²   | 11.03.1988 |
| 1    | Datei hochladen | 2 Stieleichen (Quercus robur)                   | 1373   | Seiersberg-Pirka KG: Seiersberg GrStNr: 649/1 Standort                                         | Die dickere der beiden Eichen hatte im Jahr 2015 einen Umfang von 3,10 m (gemessen in Brusthöhe). | 309 m²  | 16.05.2002 |
| 1    | Datei hochladen | Stieleiche (Quercus robur)                      | 719    | Seiersberg-Pirka KG: Seiersberg GrStNr: 561/1 Standort                                         | | 269 m²  | 28.12.1993 |
| 1    | Datei hochladen | Sommerlinde (Tilia platyphyllos)                | 584    | Semriach KG: Schönegg GrStNr: .85/1 Standort                                                   | | 175 m²  | 04.03.1978 |
| 1    | Datei hochladen | Winterlinde (Tilia cordata)                     | 585    | Semriach KG: Schönegg GrStNr: 706 Standort                                                     | | 101 m²  | 04.03.1978 |
| 1    | Datei hochladen | Sommerlinde (Tilia platyphyllos)                | 628    | Semriach KG: Semriach GrStNr: 228 Standort                                                     | | 142 m²  | 02.01.1979 |
| 1    | Datei hochladen | Sommerlinde (Tilia platyphyllos)                | 597    | Semriach KG: Windhof GrStNr: 1322/3 Standort                                                   | | 185 m²  | 24.08.1978 |
| 1    | Datei hochladen | Winterlinde (Tilia cordata)                     | 610    | Semriach KG: Windhof GrStNr: 1816 Standort                                                     | | 208 m²  | 21.09.1978 |
| 1    | Datei hochladen | Rotbuche (Fagus sylvatica)                      | 590    | Stattegg KG: Stattegg GrStNr: 311/1 Standort                                                   | | 443 m²  | 24.02.1978 |
| 1    | Datei hochladen | Sommerlinde (Tilia platyphyllos)                | 625    | Stattegg KG: Stattegg GrStNr: 101/1 Standort                                                   | | 77 m²   | 13.02.1978 |
| 1    | Datei hochladen | Stieleiche (Quercus robur)                      | 1360   | Stattegg KG: Stattegg GrStNr: 127/2; 127/3 Standort                                            | | 314 m²  | 05.11.2001 |
| 1    | Datei hochladen | Winterlinde (Tilia cordata)                     | 725    | Stattegg KG: Stattegg GrStNr: 109/2; 115/1 Standort                                            | | 160 m²  | 24.11.1994 |
| 1    | Datei hochladen | Karstquelle Andritz-Ursprung                    | 588    | Stattegg KG: Stattegg GrStNr: 875/1 Standort                                                   | → Hauptartikel : Andritz-Ursprung f1 | 0,14 ha | 21.04.1978 |
| 1    | Datei hochladen | Stieleiche (Quercus robur)                      | 1389   | Stiwoll KG: Stiwoll GrStNr: 185/3 Standort                                                     | | 436 m²  | 10.01.2001 |
| 1    | Datei hochladen | Eichengruppe (Quercus robur)                    | 1486   | Thal KG: Thal GrStNr: 1266/2 Standort                                                          | | 837 m²  | 28.12.2005 |
| 1    | Datei hochladen | Stieleiche (Quercus robur)                      | 1487   | Thal KG: Thal GrStNr: 1281 Standort                                                            | | 202 m²  | 28.12.2005 |
| 1    | Datei hochladen | Rotbuche (Fagus sylvatica)                      | 699    | Thal KG: Thal GrStNr: 216/2 Standort                                                           | 2015 hatte diese Buche einen Umfang von 3,90 m (in Brusthöhe gemessen). | 558 m²  | 05.11.1992 |
| 1    | Datei hochladen | Stieleiche (Quercus robur)                      | 672    | Thal KG: Thal GrStNr: 1234/5 Standort                                                          | | 266 m²  | 20.10.1988 |
| 1    | Datei hochladen | Eibe (Taxus baccata)                            | 683    | Thal KG: Thal GrStNr: 26/1 Standort                                                            | | 142 m²  | 11.08.1989 |
| 1    | Datei hochladen | Winterlinde (Tilia cordata)                     | 570    | Übelbach KG: Kleinthal GrStNr: 504 Standort                                                    | | 89 m²   | 04.10.1978 |
| 1    | Datei hochladen | Winterlinde (Tilia cordata)                     | 571    | Übelbach KG: Neuhof GrStNr: 1097 Standort                                                      | Dieser Linde werden 2000 Jahre nachgesagt, das tatsächliche Alter lässt sich (aufgrund des Fehlens des Kernholzes) schwer feststellen. Der Umfang des Baumes beträgt je nach Messung zwischen 13 m und 15 m. Am selben Hof (Katzbauer vlg. Lambacher) stehen noch mehrere Linden, darunter drei weitere alte Exemplare (ID 606; 607; 608). | 587 m²  | 29.09.1978 |
| 1    | Datei hochladen | Winterlinde (Tilia cordata)                     | 606    | Übelbach KG: Neuhof GrStNr: 1110 Standort                                                      | | 322 m²  | 13.03.1978 |
| 1    | Datei hochladen | Winterlinde (Tilia cordata)                     | 607    | Übelbach KG: Neuhof GrStNr: 1098/3 Standort                                                    | | 280 m²  | 13.03.1978 |
| 1    | Datei hochladen | Winterlinde (Tilia cordata)                     | 608    | Übelbach KG: Neuhof GrStNr: 1097 Standort                                                      | | 305 m²  | 13.03.1978 |
| 1    | Datei hochladen | Winterlinde (Tilia cordata)                     | 695    | Übelbach KG: Neuhof GrStNr: 645/1; 645/2 Standort                                              | Alte Linde mit einem Umfang von 6,50 m (2017, in 150 cm Höhe gemessen), innen hohl, wie bei alten Linden üblich. | 415 m²  | 25.06.1991 |
| 1    | Datei hochladen | Platane (Platanus occidentalis)                 | 611    | Vasoldsberg KG: Premstätten bei Vasoldsberg GrStNr: 1925 Standort                              | | 137 m²  | 22.01.1979 |
| 1    | Datei hochladen | Atlaszeder (Cedrus atlantica)                   | 612    | Vasoldsberg KG: Premstätten bei Vasoldsberg GrStNr: 1925 Standort                              | | 86 m²   | 22.01.1979 |
| 0 BW | Datei hochladen | Griechische Weißtanne (Abies cephalonica)       | 614    | Vasoldsberg KG: Premstätten bei Vasoldsberg GrStNr: 1925 Standort                              | | 86 m²   | 22.01.1979 |
| 1    | Datei hochladen | Sapintusfichte (Picea orientalis)               | 615    | Vasoldsberg KG: Premstätten bei Vasoldsberg GrStNr: 1925 Standort                              | | 106 m²  | 22.01.1979 |
| 0 BW | Datei hochladen | Nordmannstanne (Abies nordmanniana)             | 616    | Vasoldsberg KG: Premstätten bei Vasoldsberg GrStNr: 1925 Standort                              | | 123 m²  | 22.01.1979 |
| 1    | Datei hochladen | Abendländischer Lebensbaum (Thuja occidentalis) | 617    | Vasoldsberg KG: Premstätten bei Vasoldsberg GrStNr: 1924 Standort                              | | 78 m²   | 22.01.1979 |
| 1    | Datei hochladen | Stieleiche (Quercus robur)                      | 646    | Weinitzen KG: Niederschöckl GrStNr: 907/6; 918/7 Standort                                      | | 110 m²  | 31.01.1986 |
| 1    | Datei hochladen | Sommerlinde (Tilia platyphyllos)                | 1350   | Weinitzen KG: Weinitzen GrStNr: 1715; 1714/1 Standort                                          | Anmerkung: ID 1350 links im Bild, ID 1351 rechts im Bild | 116 m²  | 26.07.2001 |
| 1    | Datei hochladen | 2 Blutbuchen (Fagus sylvatica 'purpurea')       | 267602 | Gratkorn KG: Friesach - Sankt Stefan GrStNr: 455/1 Standort                                    | | 0,2 ha  | 18.01.2023 |

## Ehemalige Naturdenkmäler
| Foto |                 | Name                                          | ID   | Standort                                                          | Beschreibung                                                                                      | Fläche | Datum      |
| ---- | --------------- | --------------------------------------------- | ---- | ----------------------------------------------------------------- | ------------------------------------------------------------------------------------------------- | ------ | ---------- |
| 1    | Datei hochladen | Mostbirnbaum (Pyrus sp.)                      | 730  | Eggersdorf bei Graz KG: Höf GrStNr: 646/2; 649/1 Standort         | Anmerkung: ID 730 ist im GIS nicht mehr als Naturdenkmal verzeichnet                              | 161 m² | 01.08.1995 |
| 1    | Datei hochladen | Winterlinde (Tilia cordata)                   | 596  | Frohnleiten KG: Adriach GrStNr: 44 Standort                       |                                                                                                   | 265 m² | 23.08.1978 |
| 1    | Datei hochladen | Mostbirnbaum (Pyrus sp.)                      | 691  | Hitzendorf KG: Attendorf GrStNr: 258 Standort                     |                                                                                                   | 82 m²  | 21.06.1990 |
| 1    | Datei hochladen | Winterlinde (Tilia cordata)                   | 738  | Hitzendorf KG: Pirka-Söding GrStNr: 109/1 Standort                |                                                                                                   | 156 m² | 27.11.1995 |
| 1    | Datei hochladen | Winterlinde (Tilia cordata)                   | 629  | Lieboch KG: Lieboch GrStNr: 21/1 Standort                         |                                                                                                   | 259 m² | 08.02.1979 |
| 1    | Datei hochladen | Rosskastanie (Aesculus hippocastanum)         | 1352 | Lieboch KG: Lieboch GrStNr: 1183 Standort                         |                                                                                                   | 296 m² | 24.09.2001 |
| 1    | Datei hochladen | Sommerlinde (Tilia platyphyllos)              | 698  | Premstätten KG: Laa GrStNr: 287/2 Standort                        |                                                                                                   | 274 m² | 03.04.1992 |
| 1    | Datei hochladen | Stieleiche (Quercus robur)                    | 747  | Premstätten KG: Zettling GrStNr: 200/3 Standort                   |                                                                                                   | 91 m²  | 04.01.1996 |
| 1    | Datei hochladen | Stieleiche                                    | 1483 | Sankt Marein bei Graz KG: Krumegg GrStNr: 704/1; 740/3 Standort   |                                                                                                   | 191 m² | 01.07.2005 |
| 1    | Datei hochladen | Kirschbaum (Prunus avium)                     | 1317 | Sankt Radegund bei Graz KG: St. Radegund GrStNr: 607/4 Standort   |                                                                                                   | 153 m² | 22.09.2000 |
| 1    | Datei hochladen | Winterlinde (Tilia cordata)                   | 721  | Sankt Radegund bei Graz KG: St. Radegund GrStNr: 302/1 Standort   |                                                                                                   | 353 m² | 17.01.1994 |
| 1    | Datei hochladen | Sommerlinde (Tilia platyphyllos), Doppellinde | 651  | Seiersberg-Pirka KG: Pirka-Eggenberg GrStNr: 606/1 Standort       |                                                                                                   | 113 m² | 07.07.1987 |
| 1    | Datei hochladen | Stieleiche (Quercus robur)                    | 1318 | Semriach KG: Markterviertel GrStNr: 35/3; 35/4; 36/2 Standort     |                                                                                                   | 522 m² | 24.09.1999 |
| 1    | Datei hochladen | Sommerlinde (Tilia platyphyllos)              | 641  | Semriach KG: Rechberg GrStNr: 328/1 Standort                      |                                                                                                   | 211 m² | 25.04.1983 |
| 1    | Datei hochladen | Winterlinde (Tilia cordata)                   | 633  | Semriach KG: Semriach GrStNr: 821/1 Standort                      |                                                                                                   | 131 m² | 06.06.1979 |
| 1    | Datei hochladen | Mispel (Mespilus germanica)                   | 643  | Thal KG: Thal GrStNr: 851/3 Standort                              |                                                                                                   | 84 m²  | 18.11.1985 |
| 0 BW | Datei hochladen | Japanische Fichte (Picea bicolor)             | 649  | Vasoldsberg KG: Premstätten bei Vasoldsberg GrStNr: 1925 Standort |                                                                                                   | 95 m²  | 07.07.1986 |
| 1    | Datei hochladen | Sommerlinde (Tilia platyphyllos)              | 1351 | Weinitzen KG: Weinitzen GrStNr: 1718 Standort                     | ID 1351 links im Bild, ID 1350 rechts im Bild. Der Baum ist sichtbar in einem schlechten Zustand. | 115 m² | 26.07.2001 |
| 1    | Datei hochladen | Stieleiche (Quercus robur)                    | 750  | Weinitzen KG: Niederschöckl GrStNr: 730/1; 731 Standort           |                                                                                                   | 184 m² | 14.08.1997 |
| 1    | Datei hochladen | Stieleiche (Quercus robur)                    | 752  | Weinitzen KG: Niederschöckl GrStNr: 730/1; 731 Standort           |                                                                                                   | 196 m² | 14.08.1997 |
| 1    | Datei hochladen | Winterlinde (Tilia cordata)                   | 754  | Weinitzen KG: Niederschöckl GrStNr: 730/1; 731 Standort           |                                                                                                   | 158 m² | 14.08.1997 |

| Foto:                    | Fotografie des Naturdenkmals. Klicken des Fotos erzeugt eine vergrößerte Ansicht. Daneben finden sich zwei Symbole: \| Weitere Bilder vorhanden \| Das Symbol bedeutet, dass weitere Fotos des Objekts verfügbar sind. Durch Klicken des Symbols werden sie angezeigt. \| \| Eigenes Foto hochladen \| Durch Klicken des Symbols können weitere Fotos des Objekts in das Medienarchiv Wikimedia Commons hochgeladen werden. \| |
| Name:                    | Bezeichnung des Naturdenkmals laut offiziellen Quellen |
| ID                       | Identifikator |
| Standort:                | Es ist die Gemeinde und falls vorhanden die Adresse angegeben. Darunter sind die Katastralgemeinde (KG) und die Grundstücksnummer angeführt. Durch Aufruf des Links Standort wird die Lage des Denkmals in verschiedenen Kartenprojekten angezeigt. |
| Beschreibung             | Kurze Beschreibung des Naturdenkmals |
| Fläche                   | Fläche des Naturdenkmals in Hektar (ha) |
| Datum                    | Datum oder Jahr der Unterschutzstellung |
| Weitere Bilder vorhanden | Das Symbol bedeutet, dass weitere Fotos des Objekts verfügbar sind. Durch Klicken des Symbols werden sie angezeigt. |
| Eigenes Foto hochladen   | Durch Klicken des Symbols können weitere Fotos des Objekts in das Medienarchiv Wikimedia Commons hochgeladen werden. |